# Psychotria manillensis
Psychotria manillensis är en måreväxtart som beskrevs av Friedrich Gottlieb Bartling och Dc.. Psychotria manillensis ingår i släktet Psychotria och familjen måreväxter. Inga underarter finns listade i Catalogue of Life.